# Eugeniu Vârtejanu
Eugeniu Vârtejanu, cunoscut și ca Eugen Vârtejanu, (n. 24 august 1889 – d. 28 septembrie 1975) a fost un general român care a luptat în cel de-al Doilea Război Mondial.
A fost decorat cu Ordinul „Mihai Viteazul”, clasa III, pentru modul cum și-a condus batalionul din Regimentul 2 Vânători în timpul operațiilor militare postbelice.
„Pentru vitejia, avântul și destoinicia cu care a comandat batalionul de avangardă, în luptele de la Puzta Kengyel-Szolnok, scoțând pe inamicul superior din poziții puternic fortificate și urmărindu-l cu tenacitate și perseverență până peste Tisa, cu mari pierderi. A capturat cu batalionul său 2 tunuri, 6 mitraliere complete, mulți prizonieri, arme și un bogat material.”
Înalt Decret no. 5304 din 23 decembrie 1919:p. 149
Eugeniu Vârtejanu a fost înaintat la gradul de general de divizie cu începere de la data de 8 iunie 1940.
Eugeniu Vârtejanu a fost trecut din oficiu în retragere de generalul Ion Antonescu prin decretul-lege nr. 2.184 din 30 iulie 1941. Efectele decretului-lege au fost anulate la 1 septembrie 1944, iar generalul Vârtejanu a fost reintegrat în drepturi pe data de 21 iulie 1941.

## Decorații
- Ordinul „Steaua României” în gradul de Comandor (8 iunie 1940)[5]
- Ordinul „Mihai Viteazul”, clasa III, 23 decembrie 1919[2]:p. 149

## Legături externe
- en  Generals.dk